# دمنه يومين (حرض)

تعديل مصدري - تعديل

دمنه يومين هي إحدى قرى عزلة الشعاب بمديرية حرض التابعة لمحافظة حجة، بلغ تعداد سكانها 240 نسمة حسب تعداد اليمن لعام 2004.